# Kirchheim in Schwaben
Kirchheim in Schwaben település Németországban, azon belül Bajorországban. Lakosainak száma 2724 fő (2023. december 31.).

## A település részei
- Kirchheim i. Schw.
- Derndorf
- Hasberg
- Spöck
- Tiefenried

## Fekvése
Krumbachtól délkeletre, Augsburgtól 38 km-rel délnyugatra, Münchentől 80 km-rel nyugatra, Memmingentől 30 km-rel északkeletre fekvő település.

## Története

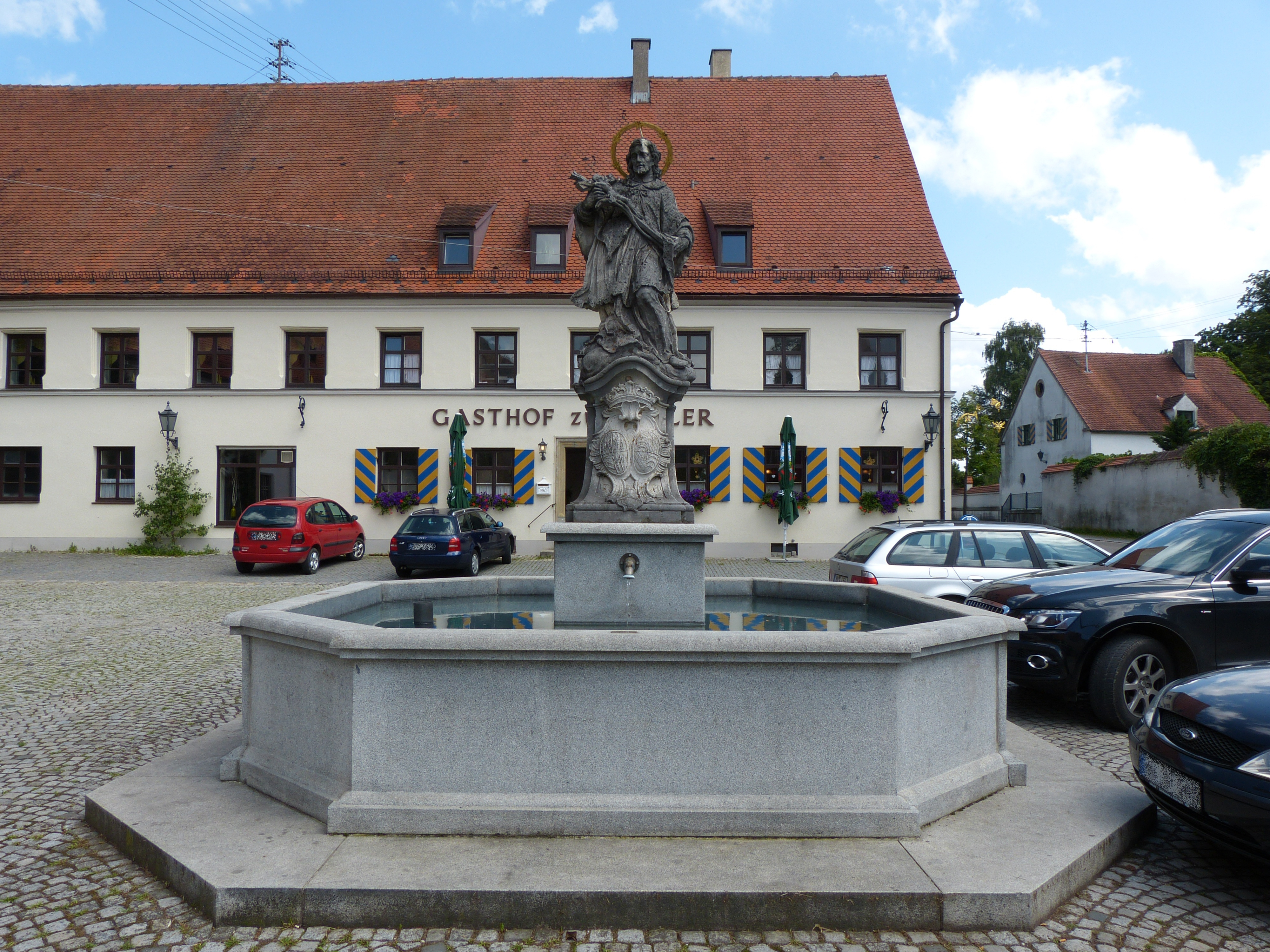
A piactér

A  településről az első írásos adatok krisztus előtt 8000 körülről valók, de a területet már a középső kőkor (Mesolithicum) idején benépesítették a nomád vadászok és gyűjtögetők. A bronzkorban mintegy ie. 1800 körül alakult ki az első jelentősebb, kb. 15 házból álló település. A római kor idejéből is maradtak fenn a településről dokumentált leletek. Valószínűleg két római ut is vezetett keresztül Kirchheim területén: A Via Julia  untertürkheimi és a Kellmünz  Augsburgi római út. Kirchheim  Raetia (később Raetia Secundával / Vindelica) római tartomány volt. 500 körül északról az alemannok  érkeztek a helyszínre, létrehozva   Kirchheim (az otthon, a templomban) nevét.
A kora középkori időkben Kirchheim királyi birtok volt, a 8. és a 10. században az Augsburgi püspökök tartotta uralma alatt 1802-ig, a szekularizációig; Kirchheim  a Mindelberg lovagok hűbérbirtoka. 1329-ben Ritter von Freyberg épített itt nagy várat.
1484-ben öröklés útján a Hürnheim lovagok birtokába került, később 1551-ben a gyermektelen Hans Walther von Hürnheim  Kirchheimet eladta Anton Fugger birodalmi grófnak. A települést a harmincéves háború idején 1632-ben egy időre a svédek foglalták el.
1806-ban Kirchheim elvesztette  a közvetlen birodalmi (reichsunmittelbar) függést és a Bajor Királysághoz került.

## Népesség
A település népessége az elmúlt években az alábbi módon változott:
| Lakosok száma | 770  | 1694 | 1307 | 2403 | 2545 | 2611 | 2586 | 2574 | 2748 | 2724 |
|               | 1875 | 1950 | 1975 | 1987 | 2012 | 2014 | 2016 | 2017 | 2021 | 2023 |

## Itt születtek, itt éltek
- Angelus Dreher (1741-1809), domonkos zeneszerző
- Joseph-Ernst Fürst Fugger Glött (1895-1981
- Anna Fugger Glött (1893-1962)
- Hans Walther von Hürnheim (* 1500, † szeptember 1557 16)
- Johannes Fugger (1591-1638), a kereskedő és titkos tanácsos
- Johann Eusebius Fugger(1617-1672), császári kamarás
- Johann Pankraz Kober (1796-1832), festő számos templomot festett ki Mittelschwaben, beleértve Erpfting a Hiltenfingen és Nyugat Langerringen; Atyja József Kober
- Joseph Kober (1823-1884), festőművész
- Johann Jakob Kollmann (1714-1778), Deggendorfi városi orvos, a bajor Tudományos Akadémia tagja
- Manfred Lochbrunner (* 1945), teológus és dogmatikus
- Aemilian Rosengart (1757-1810) zeneszerző, bencés
- John Jones (1912-1975), politikus (WAV, DP)

## Galéria

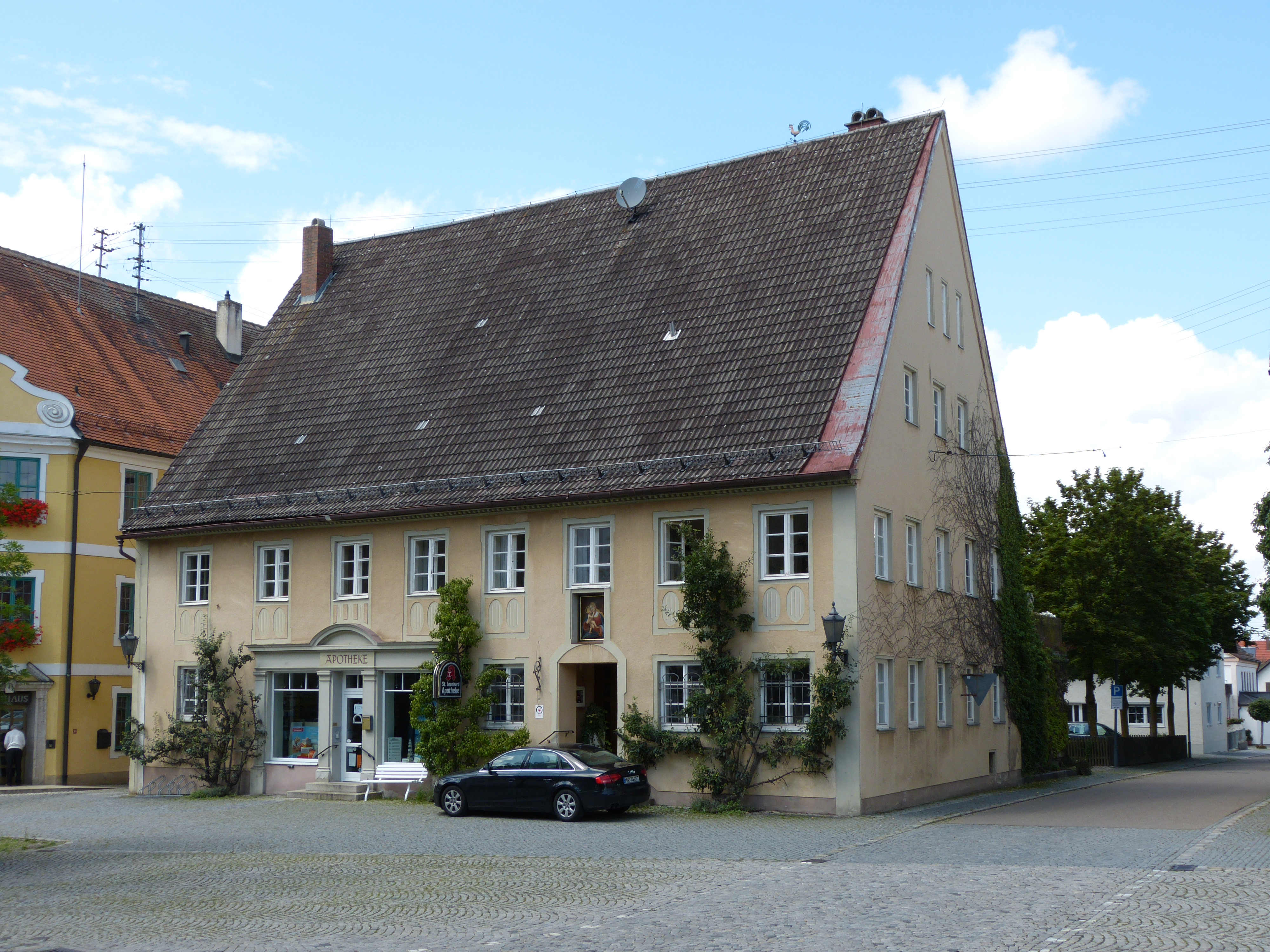
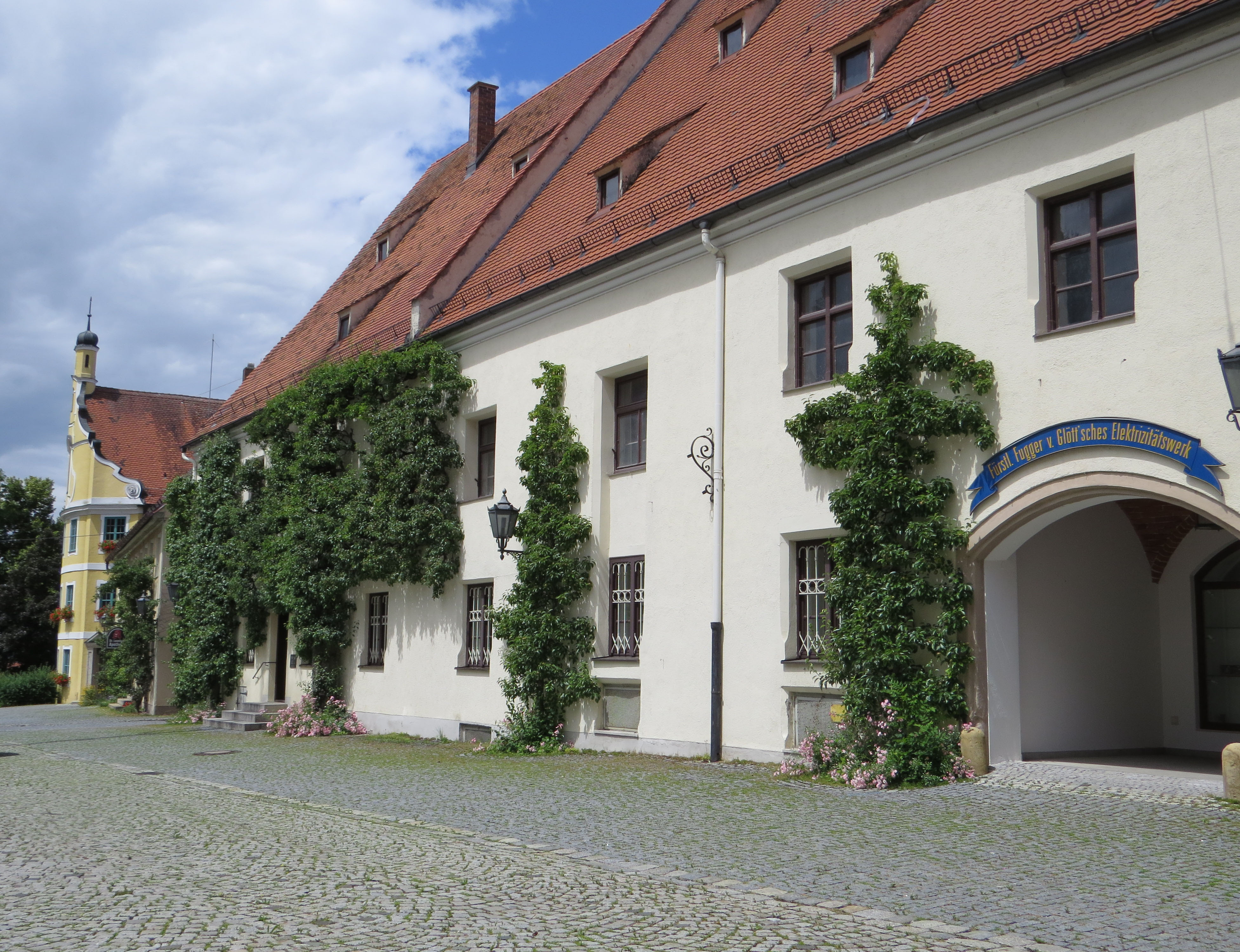
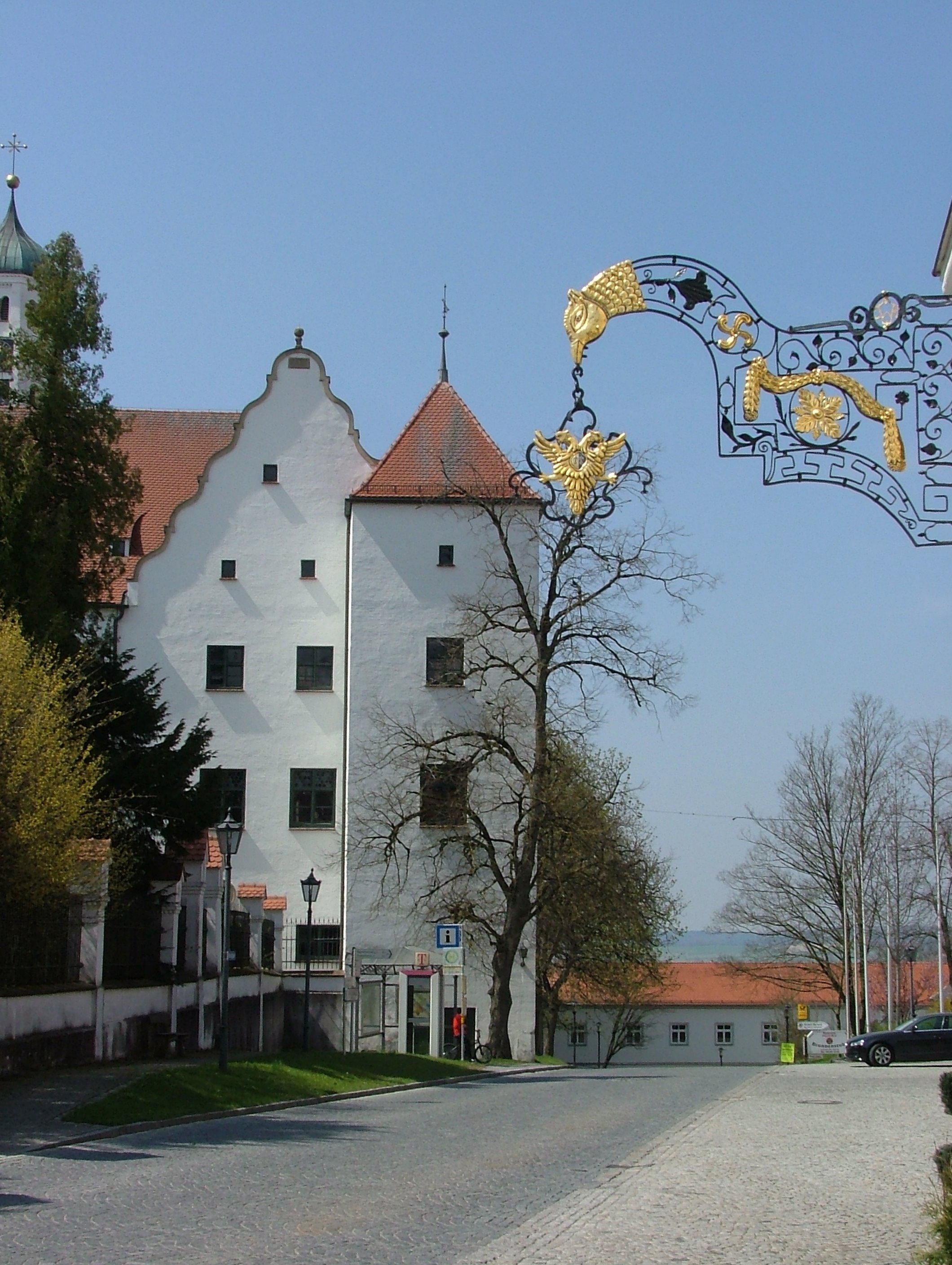
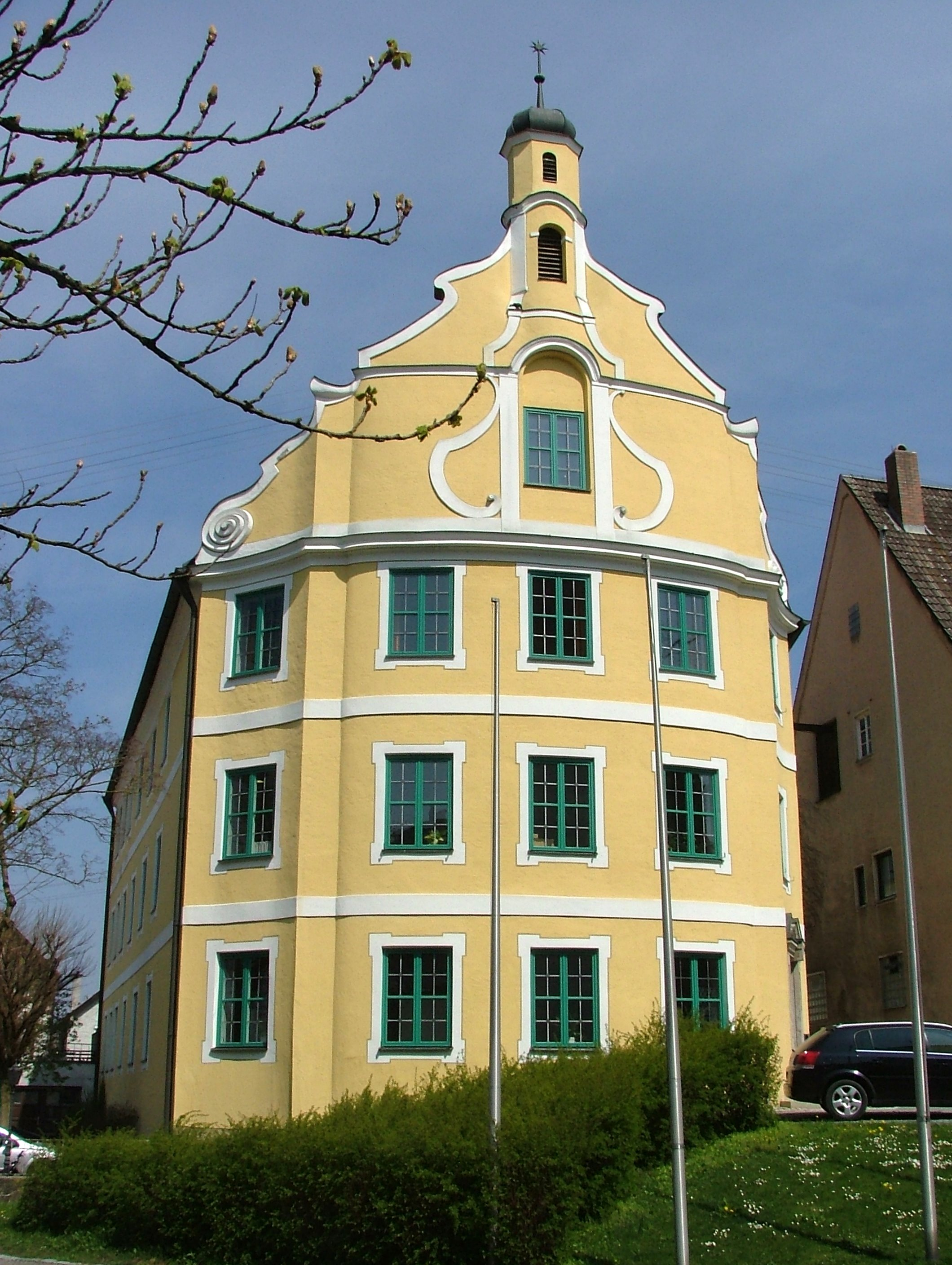
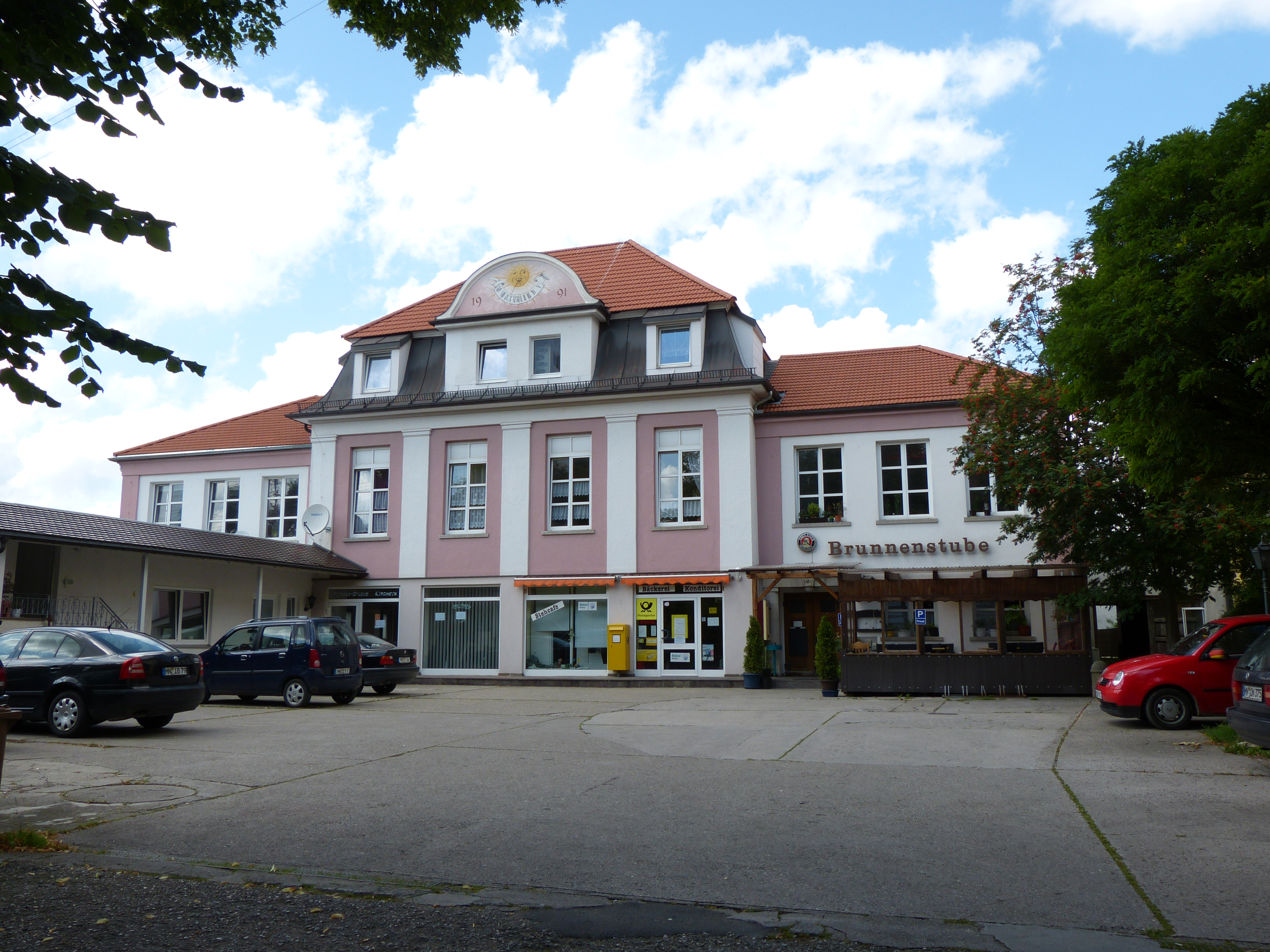
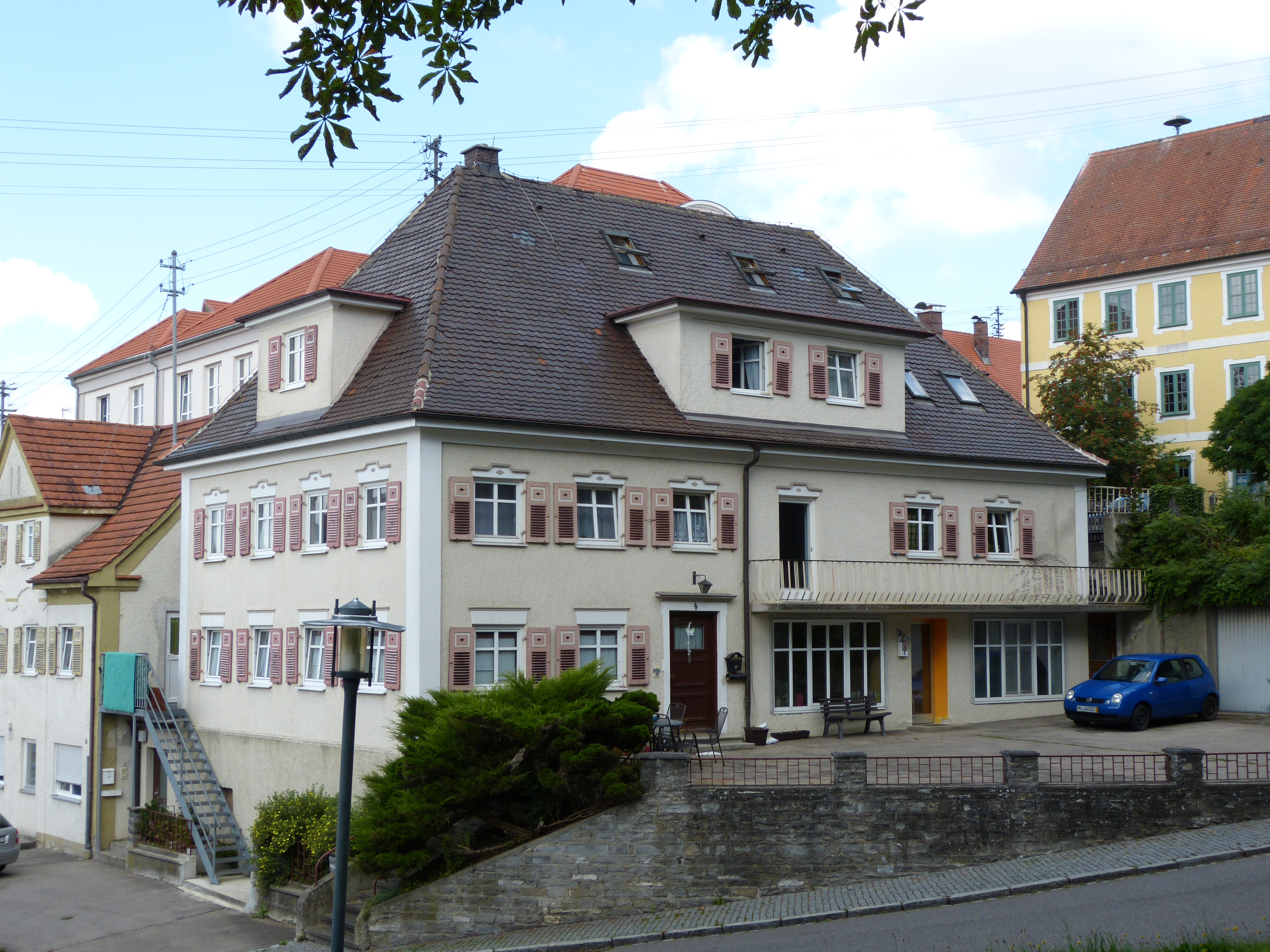